# Haut-Kent
Pour les articles homonymes, voir Kent (homonymie).
Haut-Kent ou Upper Kent est un village du comté de Carleton dans l'Ouest de la province canadienne du Nouveau-Brunswick. Le village a le statut de DSL. Dans le cadre de la réforme de la gouvernance locale du 1er janvier 2023, le DSL a été annexé à la ville de Carleton North.

## Toponymie

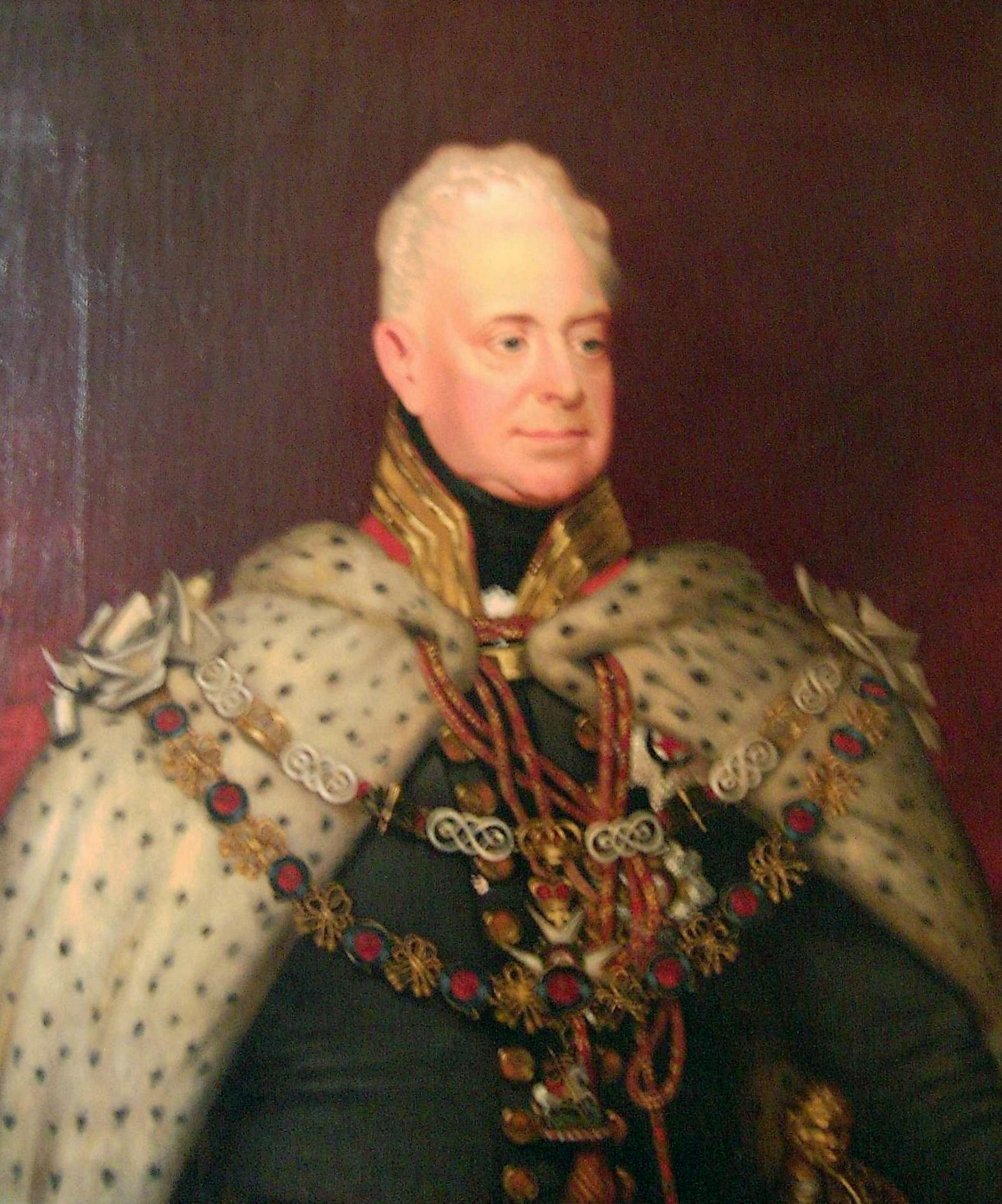
Guillaume IV.

Haut-Kent est nommé ainsi d'après sa position, à l'origine, dans la paroisse de Kent, elle-même nommée en l'honneur du Duc de Kent (1765-1837), qui devint plus tard le roi d'Angleterre Guillaume IV. Le nom est peut-être lié au fait que des soldats du régiment du Kent se seraient établis ici.

## Géographie
Haut-Kent est situé à environ 120 kilomètres au sud d'Edmundston, dans le comté de Carleton.
Haut-Kent est enclavé dans la paroisse de Kent, au bord du fleuve Saint-Jean. La paroisse de Wicklow est située sur la rive opposée tandis que la paroisse de Perth, dans le comté de Victoria, n'est située qu'à deux kilomètres au nord. Les villes le plus proches sont Bath, à 11 kilomètres au sud-est, et Perth-Andover, à 21 kilomètres au nord.

## Chronologie municipale
- 1821: Érection de la paroisse de Kent dans le comté d'York.
- 1833: Création du comté de Carleton à partir d'une portion du comté d'York, dont la paroisse de Kent. Création de la paroisse d'Aberdeen à partir de portions de la paroisse de Kent et de la paroisse de Brighton.
- 1966: La municipalité du comté de Carleton est dissoute. La paroisse de Kent devient alors un district de services locaux. Constitution des villages de Bath et de Bristol ainsi que du DSL de Haut-Kent dans la paroisse[3],[4].

## Démographie
(août 2016).
D'après le recensement de Statistique Canada, il y avait 139 habitants en 2006, comparativement à 167 en 2001, soit une baisse de 16,8 %. Il y a 63 logements privés, dont 56 occupés par des résidents habituels. Le village a une superficie de 0,66 km2 et une densité de population de 209,5 habitants au kilomètre carré.
| 2011 | 2016 |
| ---- | ---- |
| 151  | 160  |

## Économie
Entreprise Carleton, membre du Réseau Entreprise, a la responsabilité du développement économique.

## Administration

### Commission de services régionaux
Haut-Kent fait partie de la Région 12, une commission de services régionaux (CSR) devant commencer officiellement ses activités le 1er janvier 2013. Contrairement aux municipalités, les DSL sont représentés au conseil par un nombre de représentants proportionnel à leur population et leur assiette fiscale. Ces représentants sont élus par les présidents des DSL mais sont nommés par le gouvernement s'il n'y a pas assez de présidents en fonction. Les services obligatoirement offerts par les CSR sont l'aménagement régional, l'aménagement local dans le cas des DSL, la gestion des déchets solides, la planification des mesures d'urgence ainsi que la collaboration en matière de services de police, la planification et le partage des coûts des infrastructures régionales de sport, de loisirs et de culture; d'autres services pourraient s'ajouter à cette liste.

### Représentation et tendances politiques
Nouveau-Brunswick: Haut-Kent fait partie de la circonscription provinciale de Victoria-Tobique, qui est représentée à l'Assemblée législative du Nouveau-Brunswick par Wes McLean, du Parti progressiste-conservateur. Il fut élu en 2010.
 Canada: Haut-Kent fait partie de la circonscription électorale fédérale de Tobique—Mactaquac, qui est représentée à la Chambre des communes du Canada par Michael Allen, du Parti conservateur. Il fut élu lors de la 39e élection générale, en 2006, et réélu en 2008.

## Vivre à Haut-Kent
Le DSL est inclus dans le territoire du sous-district 8 du district scolaire Francophone Nord-Ouest. Les écoles francophones les plus proches sont à Grand-Sault. Cette ville compte aussi un campus du CCNB-Edmundston alors qu'il y a une université à Edmundston même.
Haut-Kent compte un bureau de poste. Le détachement de la Gendarmerie royale du Canada le plus proche est à Florenceville-Bristol.
Les anglophones bénéficient des quotidiens Telegraph-Journal, publié à Saint-Jean, et The Daily Gleaner, publié à Fredericton. Ils ont aussi accès au bi-hebdomadaire Bugle-Observer, publié à Woodstock. Les francophones ont accès par abonnement au quotidien L'Acadie nouvelle, publié à Caraquet, ainsi qu'à l'hebdomadaire L'Étoile, de Dieppe.